# Croton-on-Hudson
Croton-on-Hudson – wieś w Stanach Zjednoczonych, w stanie Nowy Jork, w hrabstwie Westchester.